# Montemarciano
Montemarciano – miejscowość i gmina we Włoszech, w regionie Marche, w prowincji Ankona.
Według danych na styczeń 2010 gminę zamieszkiwały 10 234 osoby przy gęstości zaludnienia 463,1 os./1 km².
W miejscowości znajduje się stacja kolejowa Montemarciano.
Miasta partnerskie
- Höhenkirchen-Siegertsbrunn
- Quincy-sous-Sénart
- Sinj